# داهگام
داهگام (به انگلیسی: Dahegam) یک منطقهٔ مسکونی در هند است که در Dahegam Taluka واقع شده‌است. داهگام ۴۲٬۶۳۲ نفر جمعیت دارد و ۷۳ متر بالاتر از سطح دریا واقع شده‌است.